# Paradictya bicoronata
Paradictya bicoronata är en insektsart som beskrevs av Melichar 1912. Paradictya bicoronata ingår i släktet Paradictya och familjen Dictyopharidae. Inga underarter finns listade i Catalogue of Life.